# Агнес фон Лоон
Агнес фон Лоон (на немски: Agnes von Loos; Agnes von Loon und Rieneck; Agnes von Looz und Rieneck; * ок. 1150, дворец Лоон; † 26 март 1191, замък Вартенберг) е графиня от Лоон и чрез женитба херцогиня на Бавария (1180 – 1183) и пфалцграфиня фон Вителсбах. Тя е смятана за прародител на Вителсбахите.

## Живот
Дъщеря е на граф Лудвиг I от Лоон († 1171) и съпругата му Агнес фон Мец († сл. 1174), дъщеря на Фолмар V, граф на Мец- Хомбург († 1145), и Матилда фон Егисхайм († 1157).

Агнес се омъжва през 1169 г. в Келхайм за пфалцграф Ото I фон Вителсбах (1117 – 1183), който през 1180 г. става херцог на Бавария. След смъртта на нейния съпруг на 11 юли 1183 г. Агнес поема регентството за 10-годишния им син Лудвиг I.
Агнес умира на 26 март 1191 г. и е погребана в манастир Шайерн.

## Деца
Агнес и Ото имат децата:
- Ото (1169 – 1181)
- София фон Вителсбах (1170 – 1238) ∞ 1196 ландграф Херман I от Тюрингия (1152 – 1217)
- Хейлика I (* 1171) ∞ 1184 Халграф Дитрих фон Васербург (1142 – 1210)
- Агнес (1172 – 1200) ∞ 1186 граф Хайнрих фон Плайн († 1190)
- Рихардас Баварска (1173 – 1231) ∞ 1186 граф Ото I фон Гелдерн и Цютфен (1150 – 1207)
- Лудвиг I Келхаймски (1173 – 1231) ∞ 1204 принцеса Людмила Бохемска (1170 – 1240)
- Хейлика II (* 1176) ∞ 1190 граф Аделберт III фон Дилинген († 1214)
- Елизабет (* 1178) ∞ граф Бертхолд II фон Вобург († 1209)
- Мехтхилд (1180 – 1231)